# Seasogonia yoshimotoi
Seasogonia yoshimotoi är en insektsart som beskrevs av Young 1986. Seasogonia yoshimotoi ingår i släktet Seasogonia och familjen dvärgstritar. Inga underarter finns listade i Catalogue of Life.